# Principe d'indépendance du substrat
Le principe d'indépendance du substrat ou principe d'indépendance du support est une réponse possible au problème corps-esprit proposée par Nick Bostrom. Constatant que la conscience est « liée » au cerveau, le principe d'indépendance du substrat est la supposition que la conscience n'est pas attachée à la matière même du cerveau (molécules, cellules) mais à certaines de ses caractéristiques qui pourraient être reproduites dans une simulation informatique de cerveau, simulation qui pourrait alors elle aussi être le siège d'une conscience.
Le principe d'indépendance du substrat est un argument de poids en faveur de l'hypothèse de simulation, selon laquelle nous vivons dans une réalité simulée. En effet, s'il est exact, alors il est probable que l'humanité pourra un jour simuler une conscience, puis, avec l'accroissement de ses capacités de calcul, simuler des mondes entiers et un nombre très grand de consciences, plus grand que le nombre d'humains réels ; alors des consciences prises au hasard (par exemple, les nôtres) auront plus de chances d'être simulées que réelles.

## Dans la fiction
Le principe d'indépendance du substrat est utilisé par le roman La Cité des permutants (Greg Egan, 1994) ainsi que dans les films Transcendance (Wally Pfister, 2014) et Chappie (Neill Blomkamp, 2015).